# Giuseppe Cipriani
Giuseppe Cipriani (Verona, 1900 – Venezia, 1980) è stato un imprenditore italiano, fondatore dell'Harry's Bar di Venezia.

## Biografia

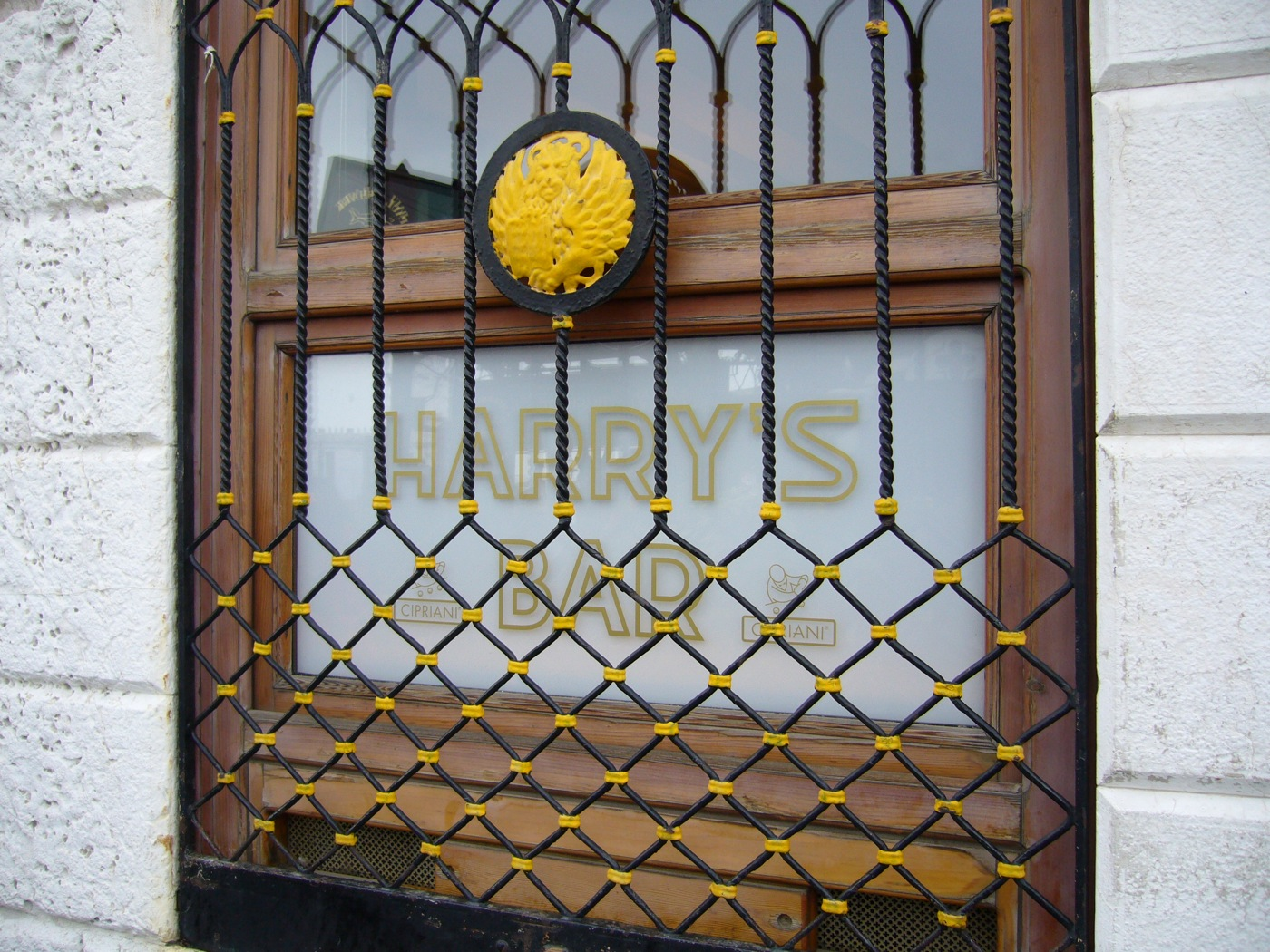
L'ingresso dell'Harry's Bar a Venezia

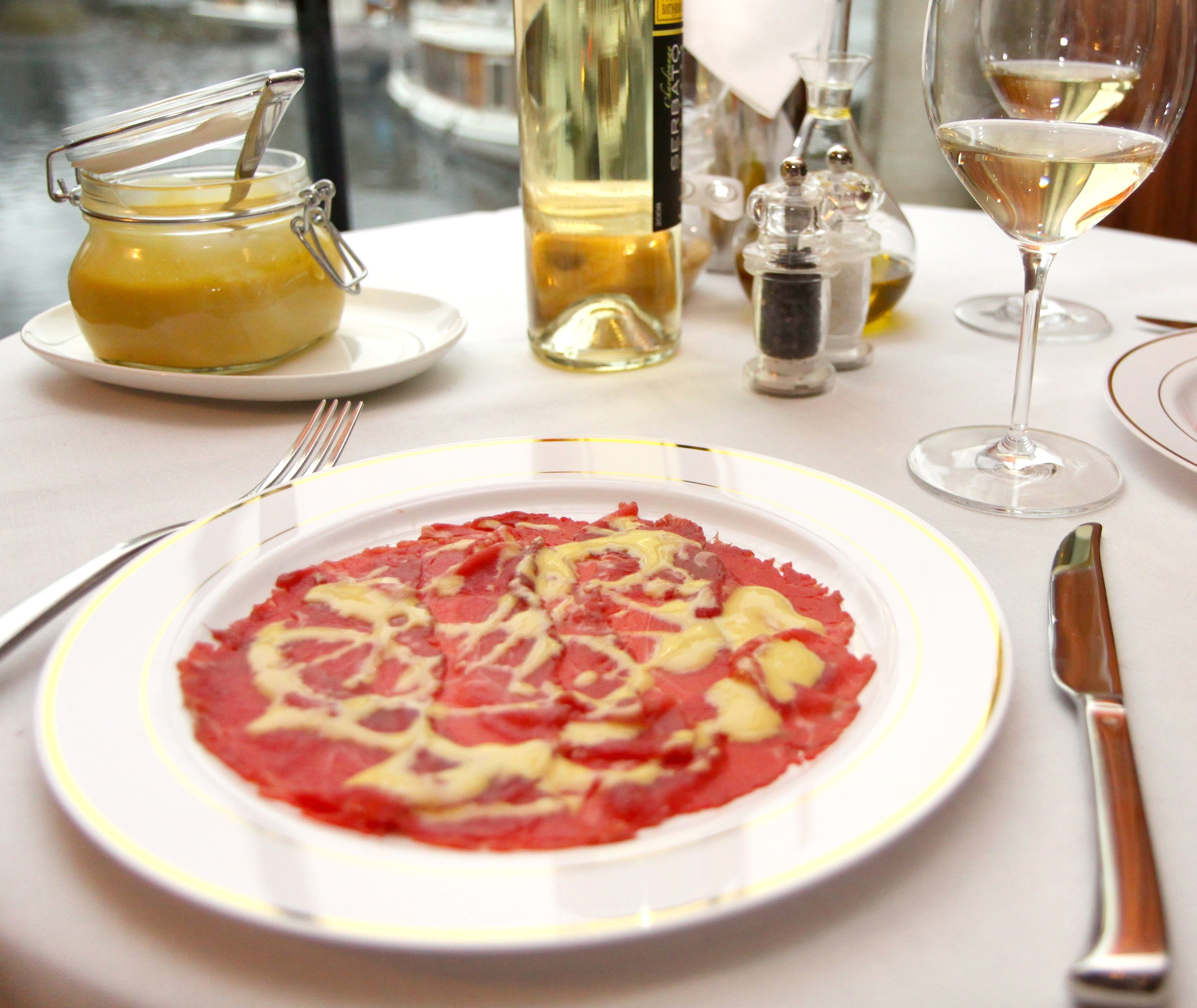
Piatto di carpaccio

Quando aveva quattro anni la sua famiglia si trasferì in Germania per lavoro ma tornò in Italia allo scoppio della prima guerra mondiale. Giuseppe venne richiamato alle armi e combatté la guerra nell'esercito italiano.
Alla fine della guerra si impiegò come cameriere cambiando diversi locali sia in Italia che all'estero. Rientrato in Italia trovò lavoro presso un albergo di Venezia dove, nel 1927, avvenne un fatto che gli cambiò la vita.
Presso l'albergo in cui lavorava era ospite un'anziana signora statunitense accompagnata dal giovane nipote Harry Pickering. Un bel giorno la signora partì lasciando il nipote senza un soldo. Giuseppe Cipriani, che era diventato amico di Harry, gli fece un prestito di 10.000 lire in modo che il ragazzo potesse rientrare in patria. Si trattava di una grossa cifra che qualche anno dopo gli venne rimborsata con gli interessi. Nel febbraio del 1931 infatti, Harry Pickering tornò a Venezia restituendo al Cipriani la somma avuta in prestito con l'aggiunta di altre 30.000 lire.
Con questo capitale in mano, il trentenne Giuseppe decise di aprire un bar in un vecchio deposito di cordami nelle adiacenze di piazza San Marco, decidendo di chiamarlo Harry's Bar in onore dell'amico americano.

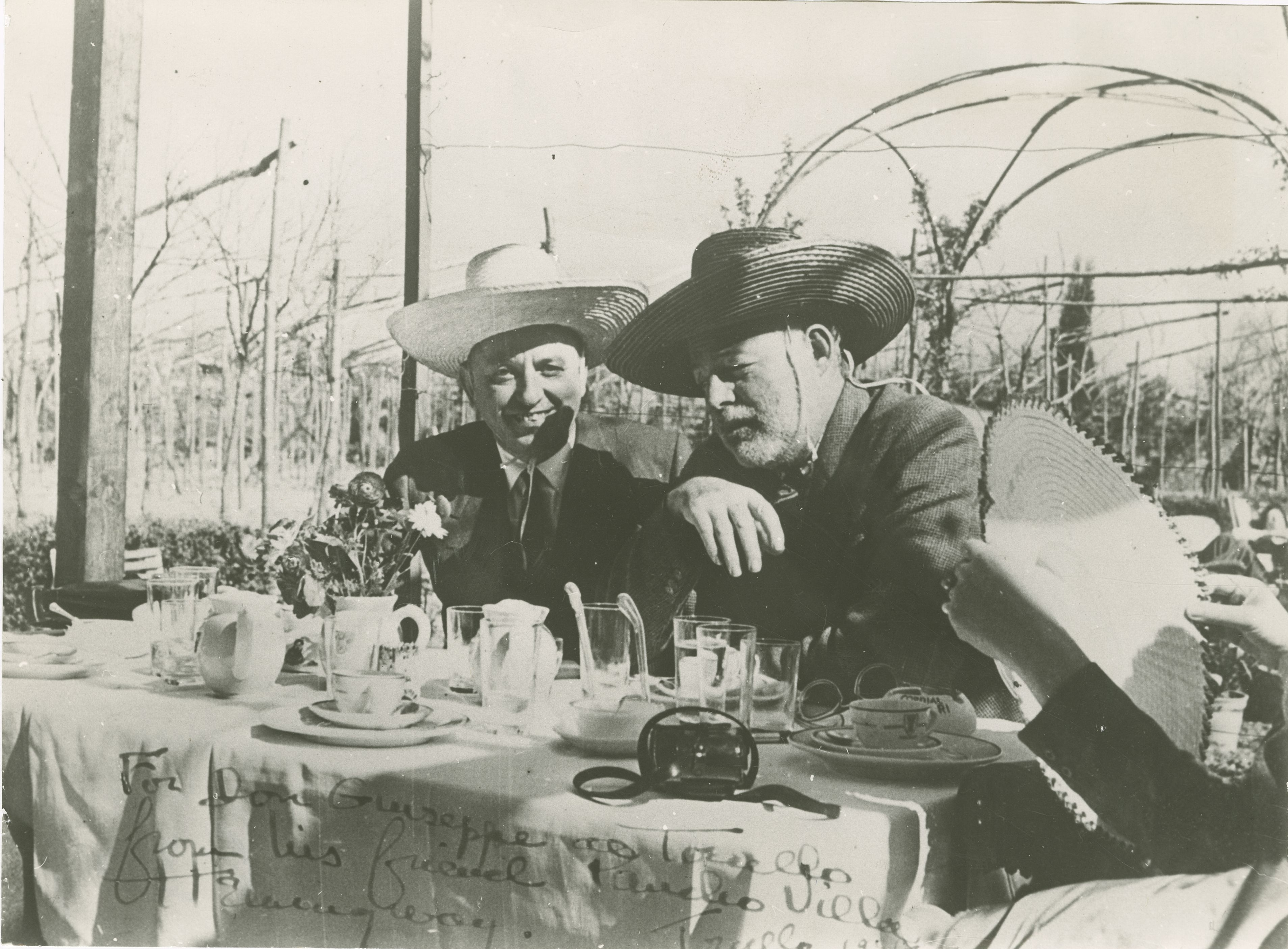
Venezia, Torcello. Locanda Cipriani. Ernest Hemingway insieme al proprietario Giuseppe Cipriani

Da qui nacque la sua fortuna che lo portò prima ad aprire una locanda a Torcello e poi l'Hotel Cipriani alla Giudecca.

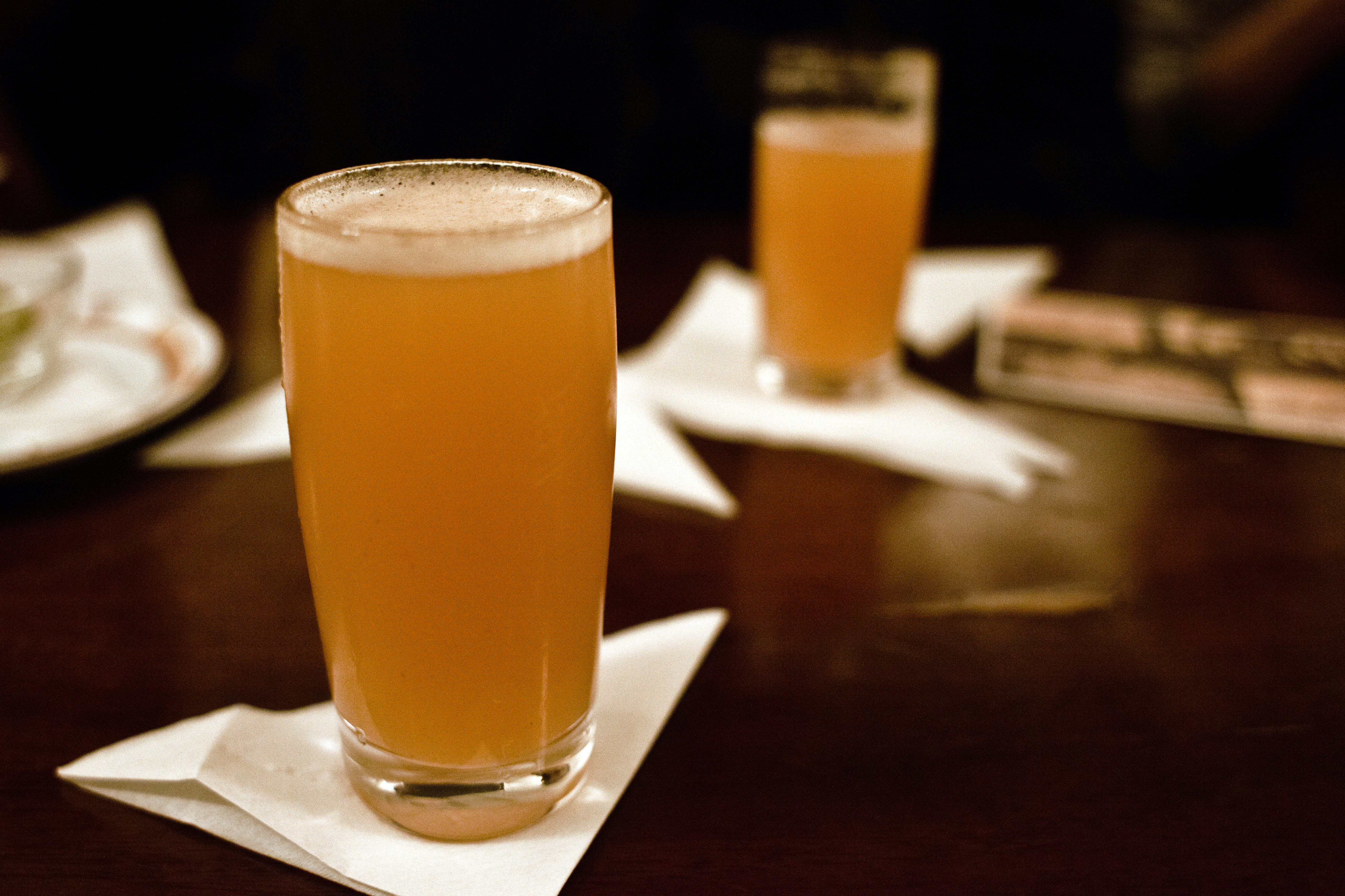
Bellini servito all'Harry's Bar a Venezia.

Una sua invenzione fu il cocktail Bellini da lui preparato nel 1948 quando era capo barista dell'Harry's Bar. Per via del suo colore rosato che ricordò a Cipriani il colore della toga di un santo in un dipinto di Giovanni Bellini, egli intitolò il cocktail al pittore veneziano.
Il drink divenne una specialità stagionale dell'Harry's Bar di Venezia, uno dei locali favoriti da Ernest Hemingway, Sinclair Lewis e Orson Welles. Successivamente divenne molto popolare anche alla sede dell'Harry's Bar di New York. Dopo che un imprenditore francese instaurò una rotta commerciale per trasportare polpa di pesche bianche fra le due località, il cocktail divenne un classico perenne, presente nei bar di tutto il mondo.
Divenne poi famoso come ristoratore per aver inventato il piatto tipico carpaccio, consistente in fettine sottilissime di controfiletto di manzo crudo disposte su un piatto e decorate alla Kandinsky, con una salsa che viene chiamata universale, che un giorno del 1950 preparò per un'amica, la contessa Amalia Nani Mocenigo, quando seppe che i medici le avevano vietato di mangiare la carne cotta. Il nome del piatto venne dato in onore di Vittore Carpaccio, in quanto a Giuseppe Cipriani il colore della carne cruda ricordava i colori intensi dei quadri del pittore, alle cui opere in quel periodo era dedicata una mostra nel Palazzo Ducale di Venezia. Secondo alcuni il quadro del Carpaccio che avrebbe ispirato Cipriani sarebbe la Predica di santo Stefano (Museo del Louvre, Parigi).
Il successo del "carpaccio" è stato tale che oggi questo termine non indica la ricetta originale dell'Harry's Bar, ma con esso si definisce genericamente un piatto a base di fettine di carne o pesce crudi o semi-crudi a cui vengono aggiunti olio e scaglie di formaggio grana o altri ingredienti a seconda della versione, e financo ricette a base di pietanze cotte (è il caso, ad esempio, del carpaccio di polpo, la cui ricetta prevede la cottura del polpo prima del procedimento di preparazione del carpaccio).